# Mark Haddon
Mark Haddon (* 28. Oktober 1962 in Northampton) ist ein britischer Schriftsteller.

## Leben
Haddon erhielt seine Ausbildung an der Uppingham School, am Merton College in Oxford (Bachelor of Arts, 1982) und an der Edinburgh University (Master of Arts, 1984).
Im Jahr 2003 gewann er den Whitbread Book of the Year Award für sein Buch Supergute Tage oder Die sonderbare Welt des Christopher Boone (Originaltitel: The Curious Incident of the Dog in the Night-time). Darin versucht Haddon einen Einblick in die Weltsicht eines Jungen mit Asperger-Syndrom zu geben, der im Buch als Ich-Erzähler auftritt.
Laut Interview mit dem Autor bei Powells.com war es sein erstes Buch, das er nicht als Kinder- oder Jugendbuch, sondern für Erwachsene konzipiert hatte. Deshalb sei er überrascht gewesen, als sein Verleger vorschlug, das Buch für beide Zielgruppen zu vermarkten.
Populär in Großbritannien sind Mark Haddons Jugendbücher der „Agent Z“-Reihe. Weiterhin schrieb er das Drehbuch für die BBC-Fernsehadaption von Raymond Briggs’ Erzählung Fungus the Bogeyman, ausgestrahlt im Jahr 2004. Dieses und ein anderes Drehbuch für das Kinderprogramm der BBC trugen ihm den BAFTA-Preis ein.
Mark Haddon ist verheiratet mit Sos Eltis, Dozentin am Brasenose College, mit der er in Oxford lebt.

## Werke
- Gilbert's Gobstopper
- Toni and the Tomato Soup
- A Narrow Escape for Princess Sharon
- Agent Z|Agent Z Meets the Masked Crusader
- Titch Johnson, Almost World Champion
- Agent Z|Agent Z Goes Wild
- At Home
- At Playgroup
- In the Garden
- On Holiday
- The Real Porky Phillips
- Agent Z|Agent Z and the Penguin from Mars
- The Sea of Tranquility
- Secret Agent Handbook
- Agent Z|Agent Z and the Killer Bananas
- Ocean Star Express
- The Ice Bear's Cave
- The Curious Incident of the Dog in the Night-time, 2003 (dt. Supergute Tage oder Die sonderbare Welt des Christopher Boone, Blessing 2003, dt. von Sabine Hübner, ISBN 978-3-89667-228-5, 2005, ISBN 3-442-46093-X, Audiobook, Rufus Beck (Sprecher), ISBN 978-3-89830-712-3)
- The Talking Horse and the Sad Girl and the Village Under the Sea, 2006
- A Spot of Bother (dt.: Der wunde Punkt. 2007. dt. von Anke Caroline Burger, ISBN 3-89667-292-4, Audiobook, Joachim Król (Sprecher), Random House 2007, ISBN 978-3-86604-752-5)
- Boom!, 2009 (dt.: Boom!, cbj 2010, dt. von Sabine Hübner, ISBN 978-3-570-13849-6, Hörbuch, Julian Rhind-Tutt (Sprecher), Random House 2009)
- The Red House, 2012 (dt.: Das rote Haus, 2012, dt. von Dietlind Falk, ISBN 978-3-89667-484-5)
- The Pier Falls: And Other Stories, 2016
- The Porpoise. Chatto & Windows, 2019
- Dogs and Monsters. Chatto & Windows, 2024

### Der wunde Punkt
2006 erschien der Roman A Spot of Bother (deutsch: Der wunde Punkt) in Großbritannien. Die Geschichte handelt von George, seiner Frau Jean, deren Tochter Katie und Sohn Jamie sowie weiteren Personen, die in den unterschiedlichen Handlungssträngen vorkommen. George ist 57, Hypochonder und entdeckt einen roten Punkt auf der Hüfte, weshalb er vermutet, an Hautkrebs erkrankt zu sein, obwohl sein Arzt Dermatitis diagnostizierte. Die Sorge um seine körperliche Gesundheit verschlechtert zunehmend seine geistige Gesundheit. Er beschließt den wunden Punkt eigenhändig mit einer Schere zu entfernen. Wegen starken Blutverlusts kommt er ins Krankenhaus, wo die alleinerziehende Katie endgültig den Entschluss fasst, Ray doch zu heiraten und mit ihrem Sohn Jacob zu ihm zu ziehen. Jamie ist unglücklich, weil er von seinem Freund Tony verlassen wurde. Jean hat eine Affäre mit Georges früherem Kollegen David, was George erfährt, als er die beiden beim Geschlechtsverkehr sieht. Am Ende beschließen George und Jean, ein geregeltes Leben zu beginnen.

## Auszeichnungen
für The Curious Incident of the Dog in the Night-time
- Guardian Award 2003
- Whitbread Book Award 2003
- ALA Best Books for Young Adults 2004
- Commonwealth Writers’ Prize Bester Erstlingsroman 2004